# الإيمان (أسوان)
قرية الإيمان هي إحدى القرى التابعة لمركز إدفو في محافظة أسوان في جمهورية مصر العربية.